# تاج اللغة وصحاح العربية
تَاجُ اَلْلُغَةِ وَصِحَاحُ اَلْعَرَبِيَّةِ هو معجم للمفردات العربية ألفه الإمام أبو نصر إسماعيل بن حماد الجوهري. ويطلق على هذا المعجم اختصارًا اسم الصِّحاح أو الصِّحاح في اللغة.
وهو من أقدم ما صنف في العربية من معاجم الألفاظ مرتب على الأبواب والفصول، فجعل حروف الهجاء أبوابًا وجعل لكل حرف من هذه الأبواب فصولًا بعدد حروف الهجاء.
وجاء ترتيبه من أواخر الكلمات فما كان آخره نون مثلًا تجده في باب النون.
وقد طُبع الكتاب في ستة أجزاء و حققه السيد أحمد عبد الغفور عطار سنة 1956 في مصر.
وقد شمل 40 ألف مادة.
وأحدث ظهور هذا المعجم ثورة في تأليف المعاجم، إذ خالف في ترتيبه نظام الخليل الفراهيدي وجاء بناؤه على حروف الهجاء حسب أواخر الكلمات، ويعد عند علماء العربية من أجود المعاجم وأنفعها وأكثرها دقة وضبطًا.
واختار الإمام محمد بن أبي بكر الرازي بعض مواده وصنّفها في معجمٍ سمَّاهُ مختار الصحاح.